# Braunauer Rundschau
Le  journal Braunauer Rundschau est une des quatorze éditions régionales du journal Oberösterreichische Rundschau qui existe depuis 1881.
Le Braunauer Rundschau est tiré en 19 000 exemplaires et atteint environ 80 % des ménages dans le district Braunau am Inn. En plus le Braunauer Rundschau rend compte des régions voisines comme Salzburger Flachgau ainsi que des municipalités bavaroises au bord des rivières Inn et Salzach. L‘édition régionale est produite complètement à Braunau, sauf l‘impression du journal.
Le chef de la rédaction est Reinhold Klika.